# Antonio Onofre da Silveira

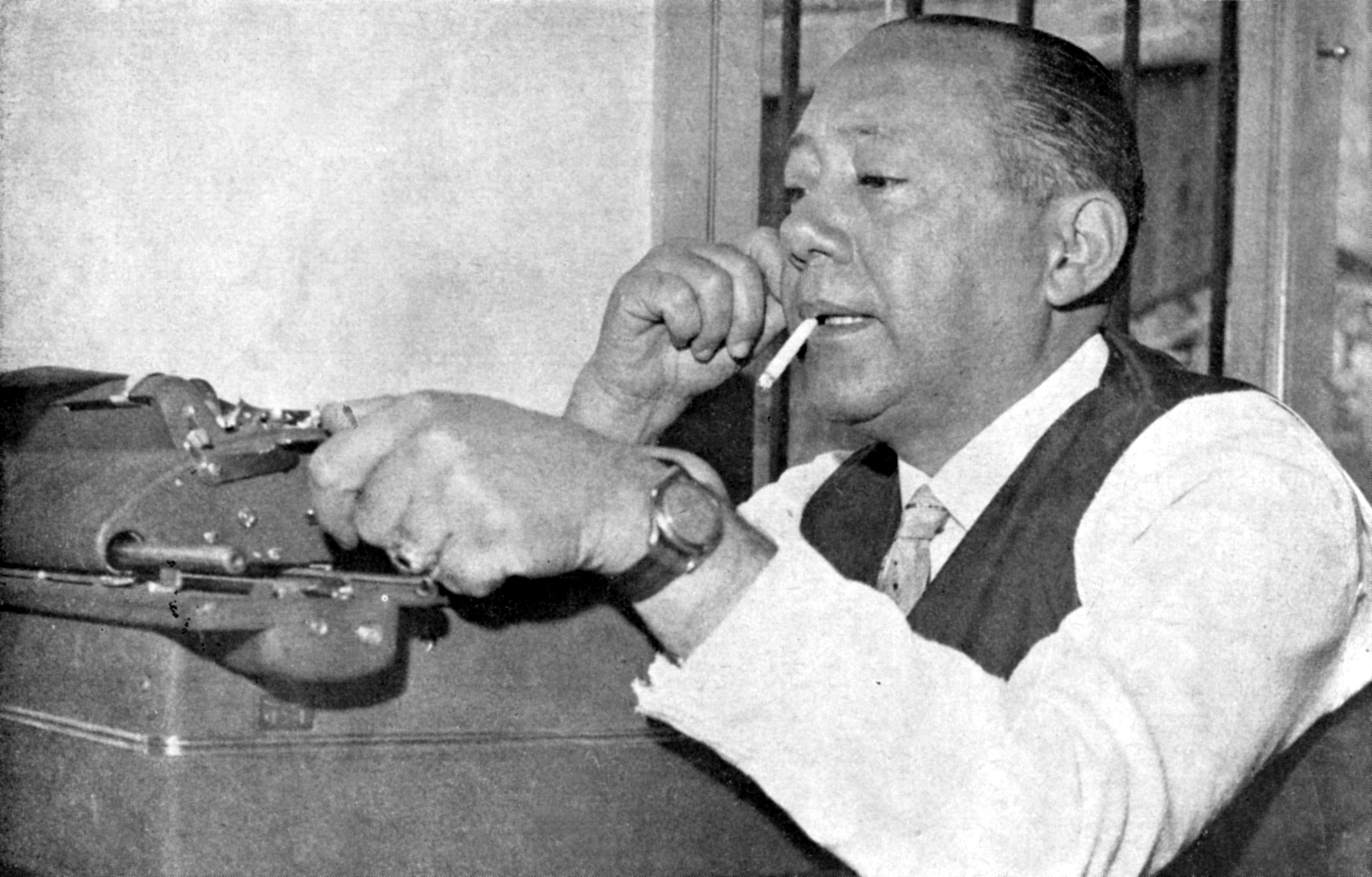
Antonio Onofre da Silveira na redação do Diário de Notícias (Porto Alegre), Porto Alegre. Revista do Globo, primeira quinzena de julho de 1965.

Antonio Onofre da Silveira (Porto Alegre, 12 de junho de 1915 - 27 de março de 1988) foi jornalista, cirurgião-dentista e relações-públicas. Como jornalista, foi primeiro repórter e depois cronista (colunista) regular de jornalismo cultural e de variedades dos anos 40 a meados dos anos 80, especialmente no jornal Diário de Notícias, de Porto Alegre.

## Biografia
Antonio Onofre da Silveira nasceu em Porto Alegre, na Rua da Olaria (atual Rua General Lima e Silva), 40, em 12 de junho de 1915, dia de Santo Onofre (eremita). Era o irmão do meio de Julio César (médico pediatra) e Danilo (funcionário estadual da fazenda). Sua mãe era Izaltina e seu pai, Julio da Silveira, foi dos gerentes do jornal pós-abolicionista O Exemplo, um dos fundadores, e primeiro presidente (em 1907) do clube de futebol amador Rio-Grandense, de Porto Alegre (integrante da Liga dos Canelas Pretas) e um dos fundadores e gerente da Cooperativa da Escola de Engenharia de Porto Alegre. Segundo depoimentos próprios, para qualificar o batismo seus pais juntaram no seu nome o santo do dia, Santo Onofre, com o do dia seguinte, Santo Antônio, considerado mais notável. Cresceu no bairro Cidade Baixa, especialmente na Rua Sarmento Leite, 950, num sobrado (hoje demolido) entre a Rua General Lima e Silva e a Travessa Batista.
Sua juventude foi alegre, animada por festas, participação em serestas e a experiência de lutar boxe (foi presidente do Porto Alegre Atlético Ring Club) e de cantar num grupo vocal (Bando do Bará, 1936). Em 1937 formou-se cirurgião-dentista pela então Escola Médico-Cirúrgica de Porto Alegre (1915-1941), exercendo a odontologia em praticamente toda a sua vida. Entre 1940 e 1945 morou na cidade do Rio de Janeiro, lá trabalhando na Assistência Dentária Tijuca e frequentando curso de Odontopediatria. A partir de então, as idas e vindas ao Rio de Janeiro serão uma constante.
A sua primeira crônica foi escrita no Rio de Janeiro para a Gazeta de Notícias. Em Porto Alegre, ingressa no jornalismo profissional, passando pelo Jornal da Manhã, Jornal da Noite e A Nação (coluna “Girando o Dial”, sobre a programação das rádios Farroupilha, Difusora e Gaúcha). Em junho de 1947 formaliza o vínculo empregatício com o jornal Diário de Notícias (integrante da rede brasileira dos Diários Associados), colaborando como repórter e cronista (em comentários culturais geralmente sem assinatura). 
A coluna Ronda começa a ser produzida em 1952; ela seria publicada no Diário de Notícias até fins de 1979 (interrompida devido ao fechamento do jornal). Inicialmente a coluna era voltada para o teatro, o cinema e assuntos afins (“Ronda do Teatro”). No início era intermitente, mais tarde passando a diária. Aos poucos foi se formatando como uma coluna de notas (variedades) que unia a divulgação de artes e espetáculos com outros eventos culturais, juntamente com a crônica da vida noturna da cidade. Era escrita num estilo característico, através de apontamentos mais ou menos cerimoniosos, acompanhados de observações e bate-papos informais (causerie, em francês), incluindo de citações poéticas a propostas de refeições de gosto pessoal. Foi a coluna diária mais lida na sua região por muitos anos. Com o colapso dos Diários Associados em todo o Brasil, o Diário de Notícias foi extinto (1979). A partir de janeiro de 1980, e até março de 1984, sua coluna teria continuidade no tablóide quinzenal Kronika, agora não mais com o nome antigo, mas apenas “Antônio Onofre”, embora continuasse sendo chamada informalmente como "Ronda". Totalizaria, assim, quase 37 anos de jornalismo profissional.   
Na Páscoa de 1984 sofreu um acidente vascular cerebral. A paralisia parcial o afastou totalmente de suas atividades. Faleceu em 27 de março de 1988, no domingo anterior ao domingo de Páscoa, aos 72 anos. Em março de 2000 uma rua no bairro Restinga foi batizada com seu nome, em homenagem da Câmara de Vereadores de Porto Alegre e de representantes da comunidade cultural, representados pelo poeta Ribeiro Hudson e por Lupicínio Rodrigues Filho, com a presença de colegas de imprensa.

## Relações sociais e curiosidades
Antonio Onofre (às vezes chamado pelo diminutivo Antoninho Onofre) era considerado  um boêmio, um "embaixador da noite". Sua marca pessoal foi a vida próxima dos personagens da noite porto-alegrense, como Lupicínio Rodrigues, Alcides Gonçalves, Demosthenes Gonzalez e outros. Sua casa estava sempre aberta para os amigos, o que incluía personagens do mundo das artes e do entretenimento, como seu compadre Grande Otelo. Como dentista, abria o consultório fora do horário para rápidas revisões dentárias nos amigos, mesmo nas emergências dos que vinham de fora, como Pixinguinha. Tinha um forte senso de camaradagem com seus colegas jornalistas e orgulhava-se profundamente dos meios jornalístico, literário e musical, pelos quais costumava fazer profissão de fé. Simpático com todos, recebeu homenagens da comunidade, oficiais ou informais, como títulos de “Comendador da Noite”, “Dono da Noite” ou “Personalidade da Noite”. Em seu trabalho, era um interlocutor informal entre Porto Alegre e as outras cidades do País, sobretudo o Rio de Janeiro, onde também tinha muitos amigos da cena cultural.
Participou direta ou indiretamente de carnavais de rua ou de salão e de concursos de beleza, comuns na época (Miss Rio Grande do Sul, Rainha do Atlântico Sul etc.). Foi um dos fundadores da Casa do Artista Rio-Grandense, ajudando, ainda, a fundar o Clube (depois Sociedade) dos Amigos dos Artistas (1956), sendo seu presidente em algumas gestões. Era sócio honorário da Casa do Poeta Rio-Grandense e benemérito do Grêmio Literário Castro Alves. Dirigiu a Revista do Rodoviário, órgão dos servidores do Departamento Autônomo de Estradas de Rodagem. Como relações-públicas ou como contato atuou na Secretaria de Turismo, no Conselho Municipal de Turismo, na Companhia Carris Porto-Alegrense, no Liceu (depois Faculdade) Musical Palestrina e em eventos independentes.
Obediente a costumes religiosos cristãos (mas também temente a elementos da cultura umbandista), registrou sua devoção a Santo Antônio nos nomes dos quatro filhos dos dois casamentos; a quinta filha recebeu parcialmente o nome da seção “Doce Maria” de sua coluna diária. Às vezes carregava pequenos cordões escapulários carmelitas ou balas de Cosme e Damião nos bolsos para dar a crianças e amigos.
A vida descontraída de seus contemporâneos faz com que muitos relatos sobre suas vivências sejam imprecisos;; apesar disso, podem ser encontrados registros ou relatos de algumas de suas experiências. O samba Gente da noite, de Tulio Piva, teria tido nele a inspiração inicial, com o título anterior de Homem da noite.  Por causa do medo que teria da morte,  ficou famosa entre seus companheiros a canção-epitáfio composta por Glênio Peres, jornalista e vereador:
Morreu Antoninho Onofre / Homem bom estava ali... / Até a lua de triste / Não passa mais por aqui! // Quem gosta da noite sofre! / Morreu Antoninho Onofre... // Toda rua tem seus bares / Que são dos tristes, o ninho / Os bares do céu se abriram / Pra receber o Antoninho.
 Como prosseguimento das brincadeiras entre ambos, Antonio Onofre retrucava, prometendo viver mais e estar presente no enterro de Glênio Peres. E, de fato, num mesmo dia, a página de avisos fúnebres de um jornal exibia o convite para enterro de Antonio Onofre lado a lado com o convite para a missa de 30 dias de falecimento de Glênio.
Em uma lauda padronizada do Diário de Notícias restou datilografada uma das notas pessoais de sua coluna:
Olhei durante muito tempo lá do alto, a minha velha e querida cidade do Porto dos Casais, a minha eterna namorada Porto Alegre. Olhei lá do alto a minha meninice e as minhas travessuras por todas as ruas da Cidade Baixa [...]. E depois um rosário enorme de pecados, pobres, inúteis que não deixaram nada e que até me fizeram chorar durante a vida, mas que não importará, quando eu puder sorrir na hora da morte.

## Imagens
Commons: Antonio Onofre da Silveira